# Land of Illusion Starring Mickey Mouse
Land of Illusion é um jogo de Master System estrelado por Mickey Mouse.

## História
A história do jogo começa com Mickey lendo um livro em seu sofá, sendo que ele, de repente se vê em uma aldeia onde o desolado povo pede sua ajuda para recuperar o cristal roubado pela bruxa e que controlava a paz na cidade.
Para isso, Mickey deve passar por diversos estágios, desde uma mansão mal-assombrada, passando por uma loja de brinquedos, castelo de areia e até um pé de feijão gigante.
No caminho, Mickey deverá salvar alguns personagens, como o "Rei" Pato Donald ou a "Princesa" Minnie, sendo que cada personagem salvo auxilia Mickey de alguma forma.

## Níveis
- Floresta
- Lago
- Castelo do Ferreiro
- Castelo Mal-Assombrado
- Caverna Pequena
- Jardim de Flores
- Loja de Brinquedos
- Templo
- Montanha
- Deserto
- Castelo de Areia
- Castelo da Princesa
- Pé de Feijão
- Castelo da Bruxa

## Jogabilidade
O jogo é composto de 15 fases, sendo que, algumas delas, Mickey deverá passar mais de uma vez, seja para habilitar locais secretos, seja para coletar itens escondidos.

## Série
O jogo foi o segundo do personagem no Master System, precedido por Castle of Illusion e sucedido por Legend of Illusion.

## Recepção e crítica
O jogo fez grande sucesso, principalmente no Brasil.